# Sinclair Weeks
Charles Sinclair Weeks, född 15 juni 1893 i Newton, Massachusetts, död 7 februari 1972 i Concord, Massachusetts, var en amerikansk republikansk politiker. Han var son till John W. Weeks som var krigsminister, senator och ledamot av representanthuset.
Weeks studerade vid Harvard University och deltog i första världskriget. Han var borgmästare i Newton, Massachusetts 1930-1935. Senator Henry Cabot Lodge lämnade USA:s senat i februari 1944 för att delta i andra världskriget och Weeks utnämndes till senaten. Han satt i senaten fram till december 1944 och kandiderade inte i fyllnadsvalet för att behålla mandatet till slutet av Lodges mandatsperiod. Han efterträddes i senaten av Leverett Saltonstall.
Weeks tjänstgjorde som USA:s handelsminister under president Dwight D. Eisenhower 1953-1958.